# 2478 Tokai
2478 Tokai este un asteroid din centura principală, descoperit pe 4 mai 1981 de Toshimasa Furuta.